# Histoire des femmes (historiographie)
L'historiographie de l’histoire des femmes est l'étude de l'évolution de la place de la femme dans l'histoire en tant que discipline. L'écriture de l'histoire des femmes apparaît à la fin du XIXe et au début du XXe siècle et a pour but principal de rendre les femmes visibles dans l’Histoire. 
Bien que l'historiographie prenne racine durant cette période, des activistes engagées dans l’étude de cette histoire sont présentes depuis des siècles : Christine de Pizan, qui écrit La cité des Dames, se veut philosophe et féministe de son temps ou encore Olympe de Gouges avec son pamphlet sur la Déclaration des droits de la femme et de la citoyenne, oubliée par l’historiographie du XIXe. Ce courant s’inscrit dans la montée des socialismes et dans la volonté des historiens d'étudier les minorités absentes de l’Histoire. Par la suite, lors de son développement durant la seconde moitié du XXe siècle, l'histoire des femmes cherche leur libération en bouleversant les concepts et les méthodes de l'historiographie. 
Cette libération est possible grâce aux nombreux bouleversements qui se produisent à la suite de la Seconde Guerre mondiale : autant l’acquisition du droit de vote, les nombreuses manifestations pour la liberté sexuelle que des publications comme Le Deuxième sexe de Simone de Beauvoir créent une ambiance propice aux changements. Nombreuses sont les femmes qui sont oubliées de l’historiographie, mais des historiennes comme Nathalie Zemon Davis ou Bonnie Smith ont, au contraire, favorisé une évolution de cette historiographie quelque peu tardive. Le mouvement tente ainsi de donner une existence aux femmes à la fois dans leur vie quotidienne et dans l'Histoire, mais aussi d'ébranler les pratiques traditionnelles et de pointer l’aspect très masculin des sources. Les femmes sont étudiées dans leurs rapports aux hommes, à la famille, à la société et dans leur existence propre en tant qu'individu,.

## Historiographie de l'histoire des femmes

### Naissance et origine
L'histoire des femmes est née pendant la seconde moitié du XIXe siècle. Elle apparaît en réaction à l'invisibilité des femmes dans les travaux scientifiques. En effet, malgré l'existence de quelques ouvrages isolés, les femmes sont rarement traitées comme sujet de recherche, et peinent à se faire représenter en tant que chercheuses expérimentées. En outre, très peu d'entre elles ont accès à une éducation universitaire qui leur permettrait d'être auteurs de travaux scientifiques,.
Dans les différents pays, le contexte dans lequel apparaît l'histoire des femmes est très large. Cependant, le point commun est le manque d'étude sur les minorités, et plus particulièrement l'influence du mouvement féministe dans l'intérêt accru pour cette histoire. L'histoire des femmes naît ainsi dans un contexte militant, historiographique et social. Elle a plusieurs buts : signaler le caractère masculin des sources, montrer l'oppression dont les femmes sont victimes et enfin, les rendre visibles en faisant d'elles des actrices, mais aussi des auteures de l'histoire. Dans les années 1950, différents auteurs engagés dans le mouvement féministe font les premières recherches sur les femmes, mais elles restent toutefois marginalisées. Assurément, l’entre deux guerres est un des moments charnières dans le développement de cette histoire, mais les femmes ne sont pas pour autant reconnues ou créditées pour les différentes recherches qu’elles produisent et encore moins dans les institutions universitaires, cela car le féminisme était assez mal perçu par ces dernières. Malheureusement, les auteures dites féministes étaient souvent pointées du doigt comme ayant un caractère sulfureux. Le vide dans l'historiographie de l'histoire des femmes ne fait donc que s'accentuer. Les historiens ne peuvent rester indifférents aux changements comme la modification du statut des femmes et de leurs droits,. Mais pour que l'histoire des femmes s'impose, il faut des cadres intellectuels. Dans la première moitié du XXe siècle, on trouve un nombre très réduit, voire inexistant de femmes présentes dans les universités. Ces institutions sont avant tout des lieux investis par l’identité masculine, et bien que les femmes aient déjà montré qu’elles pouvaient contribuer à la science historique, si celles-ci parvenaient à se faire une place dans les universités, ce n’était que pour devenir assistantes.
Avant 1960, des chercheurs comme Ivy Pinchbeck en Angleterre, Mary Beard aux États-Unis, Gustave Fagniez et Léon Abensour en France, publient des travaux pionniers traçant les bases à partir desquelles l'Histoire des femmes va se développer. Ils désirent ainsi comprendre les structures sociales, politiques et légales qui ont mis en place l'inégalité des femmes dans la société. Ils démontrent également que les femmes ont été agents de l'Histoire. La London School Economics est un lieu important où des universitaires étudient ensemble de 1910 à 1935 l'impact de l'industrialisation sur le travail des femmes. Les différents travaux issus de cette étude vont guider les historiens et préfigurer les thèmes traités par la suite durant la seconde vague.

### Évolution
La seconde vague de l'histoire des femmes est liée aux mouvements sociaux de la fin des années 1960. Ce développement s'initie aux États-Unis avec le mouvement de libération de la population Afro-américaine et les protestations anti-guerre, et en Europe occidentale avec les grèves et mouvements étudiants du printemps 1968. Alors que les prémices de l'histoire des femmes n'étaient que marginaux et isolés, le mouvement prend son essor avec l'apparition des femmes sur la scène publique. Ces dernières ont acquis des droits et des responsabilités depuis la fin de la Seconde Guerre mondiale. Ceux-ci leur permettent de s'épanouir, d'affirmer leur indépendance et de devenir des actrices politiques, économiques, sociales et culturelles dans leur communauté et dans le monde. Après avoir obtenu le droit de vote, la suppression de la Puissance maritale et d'autres avantages, les femmes ont pu accéder aux écoles secondaires et à l'enseignement supérieur. Elles s'intègrent alors progressivement dans toutes les professions et acquièrent la maîtrise de leur vie par le contrôle de leur fécondité et sexualité. L'histoire des femmes évolue ainsi en un mouvement intellectuel large et soutenu par une production scientifique conséquente. La libération de la femme dans son milieu social lui permet également de le faire au niveau intellectuel. De cette manière, les questions au sujet d’une telle histoire commencent à se développer. Le premier séminaire portant sur la question de l’histoire des femmes est institué en 1973-1974 par Michelle Perrot, Fabienne Bock et Pauline Schmidt, celles-ci se posent la question fondamentale : « les femmes ont-elles une histoire ? ». Ce questionnement ne fait qu’évoluer au cours des années suivantes, on se demande si une histoire des femmes est possible, pour terminer en 1998 au colloque de Rouen qui posait comme question, si une histoire sans femme était possible ? Cette libération accepte que les femmes soient, avant tout, une part non négligeable dans la discipline historique, elles deviennent actrices, sujet et auteures de leur histoire. Un tournant important à propos de l’historiographie est la prise de conscience que la discipline historique n’est détenue jusque-là que par les hommes et pour conter l’histoire des hommes. Le contexte militant a donc permis aux femmes d’inverser la tendance et donner bien plus de considération aux minorités jusqu’ici négligées. De cette façon, Michelle Perrot et Georges Duby donnent la parole aux femmes au sein des cinq volumes concernant l’histoire des femmes en Occident. En somme, au point de vue historiographique sur cette histoire, celui-ci ne se forme que tardivement, bien que cette histoire tente d’émerger depuis un long moment. Le fait qu’elle prenne une si grande importance en quelques années est le côté très militant dont est sujette cette période, mais également son intérêt pour d’autres disciplines.
Dans de nombreux pays, ce qui est considéré comme la seconde vague de l'histoire des femmes en Europe et aux États-Unis, est en réalité le début de ce type d'histoire. En effet, en Australie et au Japon par exemple, le féminisme est apparu sous l'influence des mouvements occidentaux. Dès lors, vu que les prémices du féminisme entre le XIXe siècle et 1960 n'ont pas eu d'impact et de portée internationale, ces pays n'ont pas connu les revendications féminines avant les années 1970.

### Histoire du genre

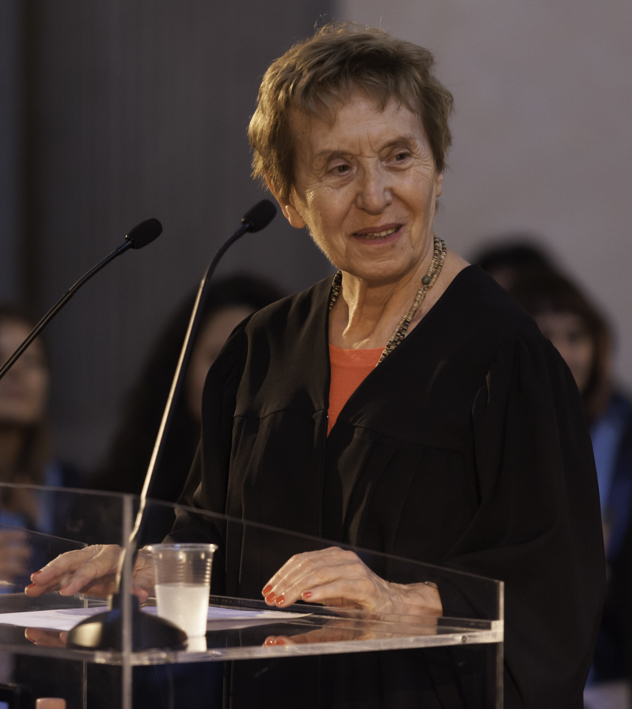
Michelle Perrot, historienne et une des grandes figures de l'histoire des femmes.

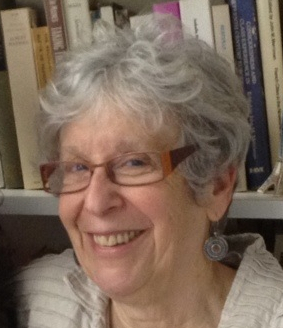
Joan Wallach Scott, historienne, pionnière de l'histoire du genre et des femmes.

Dès 1986, une des pionnières, Joan Wallach Scott, considère le genre comme une catégorie d'analyse en histoire. Un conflit se dessine entre les chercheurs faisant de l'histoire des femmes dans un esprit militant et ceux qui impliquent l'élargissement de l'étude des hommes à l'étude des femmes, comme Natalie Zemon Davis et Michelle Perrot. Avec l'histoire du genre, les historiens sont passés de l'étude d'un groupe social spécifique, les femmes, à l'étude des relations sociales entre les sexes. Ils étudient ainsi l'interaction des femmes et des hommes dans leur vie personnelle et publique. C'est l'histoire de la construction sociale, à travers discours et pratiques, des catégories du masculin et du féminin.
L'histoire du genre est liée et est indispensable à l'histoire des femmes. Elle ne se confond pas avec cette dernière et ne remplace pas non plus une histoire sociale des femmes. Car l'enjeu propre à l'histoire des femmes est de constamment étendre les limites de la mémoire du passé et d'ainsi surmonter une "pénurie des faits". Aujourd'hui, l'histoire des femmes est considérée comme une branche de l'histoire du genre, bien que certains chercheurs aimeraient l'en affranchir.
Il est dès lors intéressant de s'interroger sur la définition du terme "genre", qui pose souvent problème et est régulièrement un sujet à controverse. L'Organisation Mondiale de la Santé propose actuellement cette définition-ci : « le genre se réfère à la construction sociale des rôles, des comportements, des activités et des attributs qu'une société considère comme appropriés pour les hommes et les femmes ». L'histoire des femmes, liée à l'histoire du genre, a donc pour but de retracer l'évolution de la place de la femme dans l'Histoire, non seulement à travers des cas spécifiques mais, également, à travers les diverses représentations celle-ci et des normes qui ont découlé de ces représentations. La femme, tout comme l'homme, développe son genre, qui peut être considéré, d'après la sociologue britannique Ann Oakley, comme un attribut psychologique et culturel, aboutissement d’un processus social au cours duquel l’individu acquiert les caractéristiques du masculin ou du féminin. Il est donc important, lorsque l'on étudie l'histoire des femmes, de ne pas omettre l’étude de ces normes ni les différentes représentations de la femme au fil des siècles, car celles-ci ont permis aux femmes qui leur étaient contemporaines de se définir en tant que femme.

### Développement de l'histoire des femmes
À la suite de cette émergence pour l'histoire des femmes et du genre, de nombreuses revues scientifiques vont se spécialiser à proprement parler dans l'approfondissement de l'histoire des femmes, toujours dans une démarche féministe. Du côté anglophone, la revue Feminist Studies voit le jour en 1972, elle est la première revue du champ rendant compte des différentes visions et théories féministes, ainsi que de la condition féminine à travers le monde en explorant de multiples perspectives du féminisme. Les articles publiés dans cette revue mettent en évidence le dynamisme du domaine international de l'histoire des femmes. À la suite de cela de nombreuses revues s'intéressant à l'histoire des femmes vont émerger comme la prestigieuse Signs : Journal of Women in Culture and Society en 1975 ou bien plus tard le Journal of Women's History lors de l'année 1989. Le Journal of Women's History présente des travaux d'érudition provenant du monde entier et couvrant toutes les périodes historiques. Au fil du temps, la publication dans le Journal of Women's History est une véritable marque de distinction académique. En Grande-Bretagne, les premiers numéros de Women’s Studies International Forum et de m/f datent de 1978, qui néanmoins cesse de paraître e 1986, la Feminist Review, une autre revue très populaire concernant l'histoire des femmes, commence à paraitre l’année suivante.  En 1987 est fondée à l'initiative d'historiennes américaines la Fédération internationale pour la recherche en histoire des femmes, qui a vocation à encourager et de coordonner ces recherches à l'échelle internationale. L’étude des femmes continue de consister en une véritable démarche que l'on pourrait considérer de militante qui se lit aisément dans les titres. Les préoccupations des différents comités éditoriaux et des contributeurs se ressemblent, si bien que la différence d’approche n’est pas toujours facile à cerner.
Cependant du côté francophone, il faut attendre 1995 pour voir la naissance de Clio. Femmes, genre, histoire une revue historique semestrielle française. Cette revue a pour but de faire connaître au public français et surtout à la communauté des historiens, le fruit des recherches trop souvent confidentielles concernant « l'histoire des femmes ». D'abord composé exclusivement en non-mixité, son comité de rédaction s'ouvre au fil des années aux hommes; la revue s'élargit même par la suite aux représentants d'autres disciplines appartenant aux sciences humaines. Des grands noms liés à la recherche sur l'histoire des femmes intègrent le comité scientifique de la revue, comme Michelle Perrot ou Georges Duby, à qui la revue a consacré une édition spéciale lors de son décès. Il faut constater que dans la même vision que le Journal of Women’s History, la revue Clio. Femmes, genre, histoire envisage l'étude de l'histoire des femmes au delà du monde occidental: c'est dans cette optique que la revue met au point un premier numéro spécial sur l'histoire des femmes en Afrique. C'est notamment via des initiatives comme celle-ci que les différentes problématiques autour de l'histoire des femmes se sont précisées et affinées. L'association Mnémosyne pour le développement de l'histoire des femmes et du genre apparait dans le sillage de la revue Clio, Femmes, genre, en 2000, publie des ouvrages sur l'histoire des femmes et fonde en 2007 la revue numérique Genre & Histoire. 
C'est ainsi que durant les années 1990, les publications scientifiques liées à l'histoire des femmes augmentent chez les historiens. Au tournant des années 2000, il n'est plus rare de voir les historiennes et historiens intégrer cette donnée dans leurs problématiques.

### Histoire des masculinités
En réponse à l'intérêt pour l’histoire des femmes, apparait à la fin des années 1980 l’étude de l’histoire des masculinités. Les premières études dites « masculines » mettent ainsi en évidence la souffrance des hommes, devant se conformer à des modèles, à des standards masculins. Selon Natalie Zemon Davis, l’histoire des hommes est indispensable à toute histoire féminine, l’histoire de la masculinité visant à conceptualiser la construction mutuelle de la féminité et de la masculinité. Alain Corbin soutient, quant à lui, que les identités de genre se construisent mutuellement, c’est-à-dire que la représentation d’un sexe par l’autre et sa propre représentation ne se construisent jamais indépendamment de l’autre. Pour lui, il faut donc prendre en compte l’histoire de la sexualité, car on ne peut pas comprendre la souffrance des femmes sans s’intéresser à l’oppression sociale et familiale qui construisait l’identité et la sexualité des hommes comme des femmes.

## Méthodologie

### Quelles sources pour écrire l'histoire des femmes?
La grande difficulté pour écrire l'histoire des femmes est que ces dernières sont peu mentionnées et peu citées dans les sources, dans les fonds d'archives, etc. Les témoignages de leur part sont rares, et a fortiori beaucoup d'écrits sont le fait d'hommes sur les femmes (médecins, pédagogues, hommes de loi). Malgré cela, on réussit tout de même à écrire l'histoire des femmes, notamment grâce aux archives judiciaires, celles-ci mentionnant des femmes et leur donnant parfois la parole. Il est également possible de lire en filigrane l'histoire des femmes dans d'autres types de sources tels que leurs papiers personnels (correspondance, journaux intimes, livres de compte, photographies). De plus, ces deux derniers siècles les femmes ont été de plus en plus présentes dans des périodiques, des lettres, des ouvrages.
En 1984, Françoise Blum, Colette Chambelland et Michel Dreyfus, publient un guide des sources documentaires sur les mouvements de femmes pour la période 1919-1940.
Françoise Thébaud publie en 2004, un guide des sources documentaires pour la recherche et l'enseignement de l'histoire des femmes.
C'est pour faciliter la recherche sur l'histoire des femmes, domaine pluridisciplinaire qu’il n'est pas toujours facile d'appréhender que la Bibliothèque nationale de France publie un guide Des sources pour l’histoire des femmes, en 2004. Ce guide présente les principales ressources documentaires ou bibliographiques francophones qui peuvent constituer un corpus de sources et documents pour l'histoire des femmes.
En 2008, Christine Bard, Annie Metz, Valérie Neveu publient le Guide des sources de l'histoire du féminisme. Cet ouvrage recense les fonds d'archives publiques, les fonds repérés dans les associations, les bibliothèques, les musées et les centres d’archives privées ainsi que les sources audiovisuelles .
Du côté anglophone, plusieurs ouvrages se targuant du même objectif de mise en avant et de compilation des sources liés à l'histoire des femmes, fleurissent au début des années 1990. Tel l'ouvrage de Lisa Dicaprio et de Lisa et Merry E. Wiesner, toutes les trois historiennes spécialisées dans l'histoire de la femme et du genre, qui publient Lives and Voices: Sources in European Women's History. Cet ouvrage présente des documents de première sources qui offrent un aperçu de la vie des femmes tout au long de l'histoire européenne. Alors que de l'autre côté de l'Atlantique, l'ouvrage de Carol Berkin rassemble de nombreuses sources pour faire l'histoire des femmes lors de la création des États-Unis d'Amérique. Publier sous le nom de Women's Voices, Women's Lives: Documents in Early American History en 1998, en plus des sources qui transmettent les expériences des femmes dans leurs propres mots, l'ouvrage comprend des documents prescriptifs, la plupart écrits par des hommes, afin d'éclairer davantage le comportement et les attitudes des femmes de l'époque.

## Historiens et historiennes

### Pour l'Europe
Angela Groppi, Brigitte Mazohl-Wallnig, Patricia Grimshaw, Eliane Gubin, Cécile Dauphin, Michelle Perrot, Efi Avdela, Mary Cullen, Paola Di Cori, Ingeborg Floystad, Yvonne Hirdman, Fanny Duthil, Luc Courtois, Regina Wecker, Anne Stott, Jane Rendall, Ruth Watts, Andrea Feldman, Fabrice Virgili, Marie-Jo Bonnet, Catherine Hall, Dorothy Ko, Georges Duby, Catherine Coquery-Vidrovitch, Christiane Klapisch-Zuber, Sandra Boehringer.

### Pour l'Asie
Aparna Basu, Guli Francis-Dehqani, Jyotsna Kamat, Chun Lin, Yige Dong, Noriyo Hayakawa, Natalia Pushkareva.

### Pour l'Océanie
Ann Curthosy, Anne Summers, Marilyn Lake, Barbara Dawson, Joy Damousi.

### Pour l'Amérique
Joan Wallach Scott, Ruth Roach Pierson, Kate Millett, Natalie Zemon Davis et Phyllis Stock-Morton.

### Pour l'Afrique
Nacéra Benseddik, Tsehai Berhane-Selassie, Madina Ly-Tall, Meredith Terretta, Arthur Vido, Marius Vido.